# 锹峪镇
锹峪镇，是中华人民共和国甘肃省定西市渭源县下辖的一个乡镇级行政单位。
2017年，甘肃省民政厅批复同意撤销锹峪乡，设立锹峪镇。

## 行政区划
锹峪镇下辖以下地区：
裕丰村、毛窑村、古树村、乔阳村、石咀村、贯子口村、曹家庄村、锹峪村、新丰村、永丰村和峡口村。